# Asura rhodina
Asura rhodina är en fjärilsart som beskrevs av Rothschild och Jordan 1905. Asura rhodina ingår i släktet Asura och familjen björnspinnare. Inga underarter finns listade i Catalogue of Life.